# Códigos dos países (F)
- A
- B
- C
- D–E
- F
- G
- H–I
- J–K
- L
- M
- N
- O–Q
- R
- S
- T
- U–Z

## Ilhas Malvinas
| ISO 3166-1 numérico 238       | ISO 3166-1 alfa-3 FLK    | ISO 3166-1 alfa-2 FK              | ICAO cod aeroporto prefixo(s) SF  |
| E.164 cód tel(s) +500         | COI cód país —           | TLD cod país .fk                  | ICAO aeronave regis. prefixo(s) — |
| E.212 Mobile código país(s) — | OTAN Cód três-letras —   | OTAN Cód duas-letras (obsoleto) — | LOC MARC código(s) FK             |
| ITU Marítima ID (s) —         | ITU código de letras FLK | FIPS código de país(es) FK        | Licença código chapa —            |
| GS1 GTIN prefixo(s) —         | UNDP códigos de país —   | WMO códigos de país FK            | ITU prefixos indicativo —         |

## Ilhas Feroé
| ISO 3166-1 numérico 234         | ISO 3166-1 alfa-3 FRO    | ISO 3166-1 alfa-2 FO              | ICAO cod aeroporto prefixo(s) —   |
| E.164 cód tel(s) +298           | COI cód país —           | TLD cod país .fo                  | ICAO aeronave regis. prefixo(s) — |
| E.212 Mobile código país(s) 288 | OTAN Cód três-letras —   | OTAN Cód duas-letras (obsoleto) — | LOC MARC código(s) FA             |
| ITU Marítima ID (s) —           | ITU código de letras FRO | FIPS código de país(es) FO        | Licença código chapa FO           |
| GS1 GTIN prefixo(s) —           | UNDP códigos de país —   | WMO códigos de país FA            | ITU prefixos indicativo —         |

## Fiji
| ISO 3166-1 numérico 242         | ISO 3166-1 alfa-3 FJI    | ISO 3166-1 alfa-2 FJ              | ICAO cod aeroporto prefixo(s) NF  |
| E.164 cód tel(s) +679           | COI cód país —           | TLD cod país .fj                  | ICAO aeronave regis. prefixo(s) — |
| E.212 Mobile código país(s) 542 | OTAN Cód três-letras —   | OTAN Cód duas-letras (obsoleto) — | LOC MARC código(s) FJ             |
| ITU Marítima ID (s) —           | ITU código de letras FJI | FIPS código de país(es) FJ        | Licença código chapa FJI          |
| GS1 GTIN prefixo(s) —           | UNDP códigos de país FIJ | WMO códigos de país FJ            | ITU prefixos indicativo 3DN-3DZ   |

## Finlândia
| ISO 3166-1 numérico 246         | ISO 3166-1 alfa-3 FIN    | ISO 3166-1 alfa-2 FI              | ICAO cod aeroporto prefixo(s) EF  |
| E.164 cód tel(s) +358           | COI cód país —           | TLD cod país .fi                  | ICAO aeronave regis. prefixo(s) — |
| E.212 Mobile código país(s) 244 | OTAN Cód três-letras —   | OTAN Cód duas-letras (obsoleto) — | LOC MARC código(s) FI             |
| ITU Marítima ID (s) —           | ITU código de letras FIN | FIPS código de país(es) FI        | Licença código chapa FIN          |
| GS1 GTIN prefixo(s) 640-649     | UNDP códigos de país FIN | WMO códigos de país FI            | ITU prefixos indicativo OFA-OJZ   |

## França
| ISO 3166-1 numérico 250         | ISO 3166-1 alfa-3 FRA    | ISO 3166-1 alfa-2 FR              | ICAO cod aeroporto prefixo(s) LF                                                     |
| E.164 cód tel(s) +33            | COI cód país —           | TLD cod país .fr                  | ICAO aeronave regis. prefixo(s) —                                                    |
| E.212 Mobile código país(s) 208 | OTAN Cód três-letras —   | OTAN Cód duas-letras (obsoleto) — | LOC MARC código(s) FR                                                                |
| ITU Marítima ID (s) —           | ITU código de letras F   | FIPS código de país(es) FR        | Licença código chapa F                                                               |
| GS1 GTIN prefixo(s) 300-379     | UNDP códigos de país FRA | WMO códigos de país FR            | ITU prefixos indicativo FAA-FZZ, HWA-HYZ, THA-THZ, TKA-TKZ TMA-TMZ, TOA-TQZ, TVA-TXZ |

## Guiana Francesa
| ISO 3166-1 numérico 254         | ISO 3166-1 alfa-3 GUF    | ISO 3166-1 alfa-2 GF              | ICAO cod aeroporto prefixo(s) SO  |
| E.164 cód tel(s) +594           | COI cód país —           | TLD cod país .gf                  | ICAO aeronave regis. prefixo(s) — |
| E.212 Mobile código país(s) 742 | OTAN Cód três-letras —   | OTAN Cód duas-letras (obsoleto) — | LOC MARC código(s) FG             |
| ITU Marítima ID (s) —           | ITU código de letras GUF | FIPS código de país(es) FG        | Licença código chapa F            |
| GS1 GTIN prefixo(s) —           | UNDP códigos de país FGU | WMO códigos de país FG            | ITU prefixos indicativo —         |

## Polinésia Francesa
| ISO 3166-1 numérico 258         | ISO 3166-1 alfa-3 PYF    | ISO 3166-1 alfa-2 PF              | ICAO cod aeroporto prefixo(s) NT  |
| E.164 cód tel(s) +689           | COI cód país —           | TLD cod país .pf                  | ICAO aeronave regis. prefixo(s) — |
| E.212 Mobile código país(s) 547 | OTAN Cód três-letras —   | OTAN Cód duas-letras (obsoleto) — | LOC MARC código(s) FP             |
| ITU Marítima ID (s) —           | ITU código de letras OCE | FIPS código de país(es) FP        | Licença código chapa F            |
| GS1 GTIN prefixo(s) —           | UNDP códigos de país FPL | WMO códigos de país PF            | ITU prefixos indicativo —         |

## Terras Austrais e Antárticas Francesas
| ISO 3166-1 numérico 260       | ISO 3166-1 alfa-3 ATF  | ISO 3166-1 alfa-2 TF              | ICAO cod aeroporto prefixo(s) —   |
| E.164 cód tel(s) —            | COI cód país —         | TLD cod país .tf                  | ICAO aeronave regis. prefixo(s) — |
| E.212 Mobile código país(s) — | OTAN Cód três-letras — | OTAN Cód duas-letras (obsoleto) — | LOC MARC código(s) FS             |
| ITU Marítima ID (s) —         | ITU código de letras — | FIPS código de país(es) FS        | Licença código chapa F            |
| GS1 GTIN prefixo(s) —         | UNDP códigos de país — | WMO códigos de país FR            | ITU prefixos indicativo —         |